# Apristurus investigatoris
Apristurus investigatoris е вид хрущялна риба от семейство Scyliorhinidae.

## Разпространение и местообитание
Видът е разпространен на изток в Индийския океан.
Среща се на дълбочина от 1040 до 1041 m.

## Описание
На дължина достигат до 26 cm.